# Thomas Hoccleve

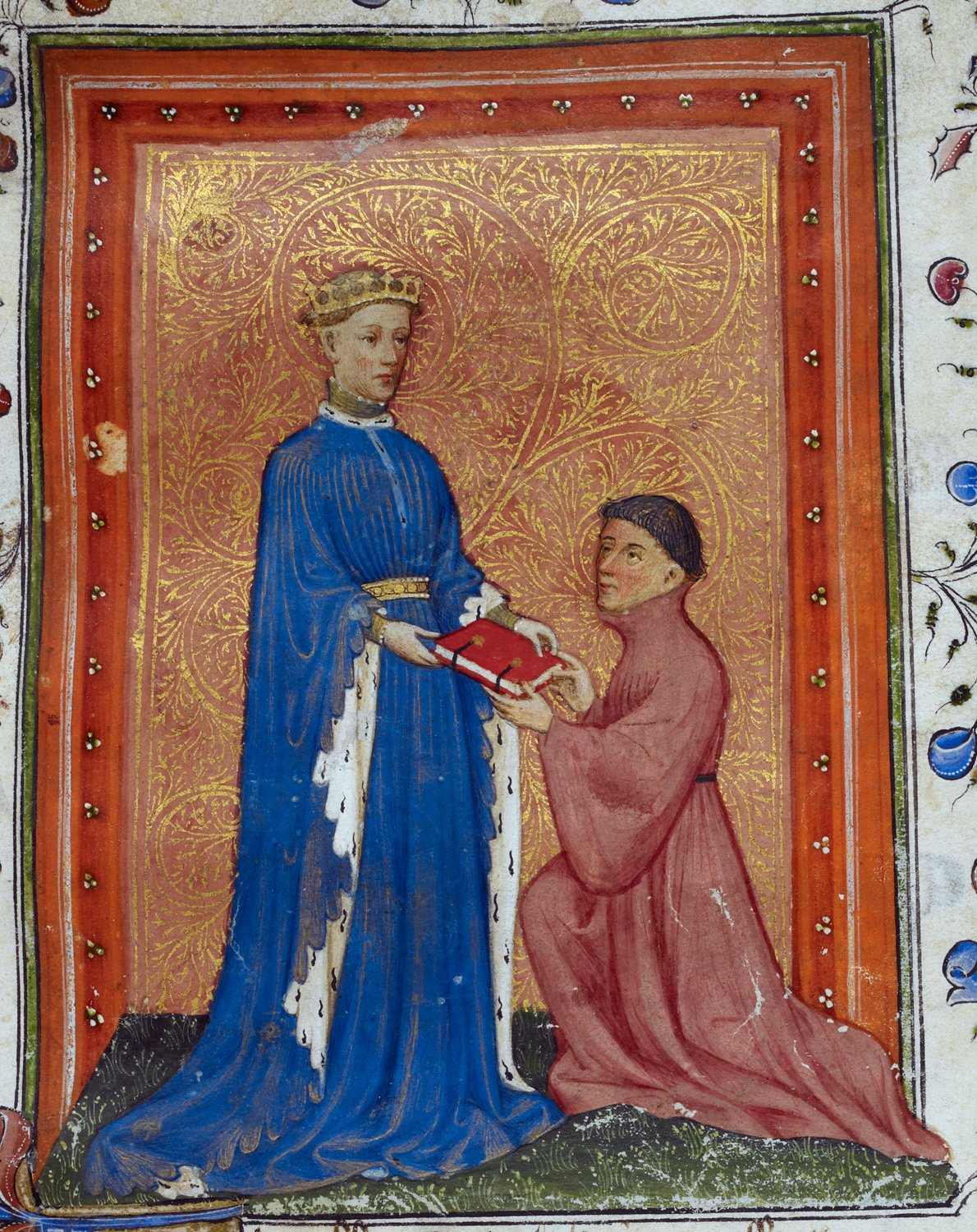
Książę Walii Henryk ofiarowuje książkę Hoccleve'a Johnowi de Mowbray, księciu Norfolk

Thomas Hoccleve (ur. ok. 1368, zm. 1426) – angielski poeta z kręgu Geoffreya Chaucera.
Thomas Hoccleve (albo Occleve) obok Johna Lydgate’a był najwybitniejszym przedstawicielem nurtu chaucerowskiego w poezji angielskiej. Nawiązywał też do twórczości największej francuskiej poetki późnego średniowiecza, Christine de Pisan, której poemat L'Epistre au Dieu d’Amours przełożył na angielski.
Na szeroką skalę poeta wykorzystywał strofę królewską, czyli zwrotkę siedmiowersową rymowana ababbcc.
Poezja Hoccleve'a zazwyczaj była nisko ceniona przez historyków literatury, chociaż uważano ją za ważne źródło do dziejów społeczeństwa angielskiego.